# 基塞萊特鄉
44°11′N 26°51′E / 44.183°N 26.850°E
基塞萊特鄉（羅馬尼亞語：Comuna Chiselet, Călărași），是羅馬尼亞的鄉份，位於該國南部，由克勒拉希縣負責管轄，面積61平方公里，海拔高度19米，2007年人口3,554，人口密度每平方公里58人。